# Морріс (Мічиган)
Морріс (англ. Morrice) — селище (англ. village) в США, в окрузі Шаявассі штату Мічиган. Населення — 949 осіб (2020).

## Географія
Морріс розташований за координатами 42°50′10″ пн. ш. 84°11′3″ зх. д. / 42.83611° пн. ш. 84.18417° зх. д. (42.836045, -84.184219).  За даними Бюро перепису населення США в 2010 році селище мало площу 3,59 км², з яких 3,37 км² — суходіл та 0,21 км² — водойми.

## Демографія
Згідно з переписом 2010 року, у селищі мешкало 927 осіб у 367 домогосподарствах у складі 239 родин. Густота населення становила 259 осіб/км².  Було 404 помешкання (113/км²).
Расовий склад населення:
| - 97,0 % — білих - 0,6 % — корінних американців - 0,1 % — чорних або афроамериканців - 0,1 % — азіатів |

До двох чи більше рас належало 1,8 %. Частка іспаномовних становила 1,6 % від усіх жителів.
За віковим діапазоном населення розподілялося таким чином: 28,7 % — особи молодші 18 років, 58,9 % — особи у віці 18—64 років, 12,4 % — особи у віці 65 років та старші. Медіана віку мешканця становила 32,6 року. На 100 осіб жіночої статі у селищі припадало 103,3 чоловіків;  на 100 жінок у віці від 18 років та старших — 96,1 чоловіків також старших 18 років.
Середній дохід на одне домашнє господарство  становив 64 673 долари США (медіана — 57 917), а середній дохід на одну сім'ю — 72 671 долар (медіана — 65 556). За межею бідності перебувало 11,9 % осіб, у тому числі 18,9 % дітей у віці до 18 років та 3,4 % осіб у віці 65 років та старших.
Цивільне працевлаштоване населення становило 535 осіб. Основні галузі зайнятості: освіта, охорона здоров'я та соціальна допомога — 20,6 %, виробництво — 14,8 %, роздрібна торгівля — 13,8 %, фінанси, страхування та нерухомість — 13,3 %.